# 流蘇魢
流蘇魢（學名：Girella fimbriata），又稱流蘇瓜子鱲，為輻鰭魚綱日鱸目魢科魢屬的其中一個種，傳統上歸類於鱸形目鿳科。

## 分布
本魚分布於西南太平洋的克马德克群岛海域，深度約6公尺。

## 特徵
本魚體呈橢圓形，體長可達36公分。

## 習性
本魚棲息在岩石底質海域，屬草食性，以海草為食，生活習性不明。

## 擴展閱讀
維基物種上的相關：流蘇魢